# Montenero d'Orcia
Montenero d'Orcia è una frazione del comune italiano di Castel del Piano, nella provincia di Grosseto, in Toscana.

## Geografia fisica
Il borgo è situato sulla collina di Monte Nero, che si eleva a circa 350 metri sul livello del mare sovrastando la Val d'Orcia. Montenero dista circa 44 chilometri da Grosseto e poco più di 14 chilometri dal capoluogo comunale.

## Storia
Il territorio di Montenero si pensa che sia stato abitato dall'uomo fin dai tempi preistorici. Il reperimento di manufatti litici segnala la prima attestazione dell'uomo circa 50.000 anni fa e altri ritrovamenti archeologici segnalano aree d'insediamento che si estendono dalla Val d'Orcia fino al territorio dell'attuale Castel del Piano.
Il castello di Montenero è tuttavia citato per la prima volta in un documento del 1015, dove appariva di proprietà dell'abbazia di San Salvatore. Con lo sviluppo dell'abitato, il luogo divenne inizialmente un dominio della famiglia Aldobrandeschi, per poi essere conteso dai signori di Tintinnano e dalla famiglia Visconti di Campiglia d'Orcia. Le lotte per il potere favorirono il dominio di Siena a partire dalla fine del XIII secolo, quando nel 1298 il castello fu distrutto da un attacco senese, anche se il borgo rimase in possesso degli Aldobrandeschi fino al 1375, quando venne conquistato dalla famiglia dei Salimbeni. Sottomesso definitivamente a Siena nel 1400, Montenero rimase nel territorio della Repubblica fino alla metà del XVI secolo, quando entrò definitivamente a far parte del Granducato di Toscana e, da allora, ne seguì le sorti, finendo accorpato prima a Cinigiano e in seguito a Castel del Piano. Montenero d'Orcia è oggi un centro rinomato per la produzione del vino Montecucco.

## Monumenti e luoghi d'interesse

### Architetture religiose
- Pieve di Santa Lucia, chiesa parrocchiale di Montenero, è citata nelle bolle di Clemente III (1188) e di Innocenzo III (1198) come proprietà dell'abbazia di San Salvatore. Al suo interno sono conservati una pala sei-settecentesca con la Madonna del Rosario con i santi Domenico, Antonio, Gregorio, Girolamo, Apollonia e Caterina da Siena, una Croce dipinta attribuita ad Ambrogio Lorenzetti (XIV secolo), una Madonna della Misercordia ed un'acquasantiera in travertino del XVII secolo.[3] La parrocchia di Montenero conta circa 560 abitanti.[4]

- Chiesa della Madonna, situata lungo via della piazza, risale al XVI secolo ed è stata completamente ricostruita nel corso del XIX secolo. Preceduta da una scalinata in pietra, conserva all'interno una tavola della Madonna col Bambino e i santi Giovanni Battista e Lorenzo, attribuita a Bernardino Fungai.[5]

### Architetture civili

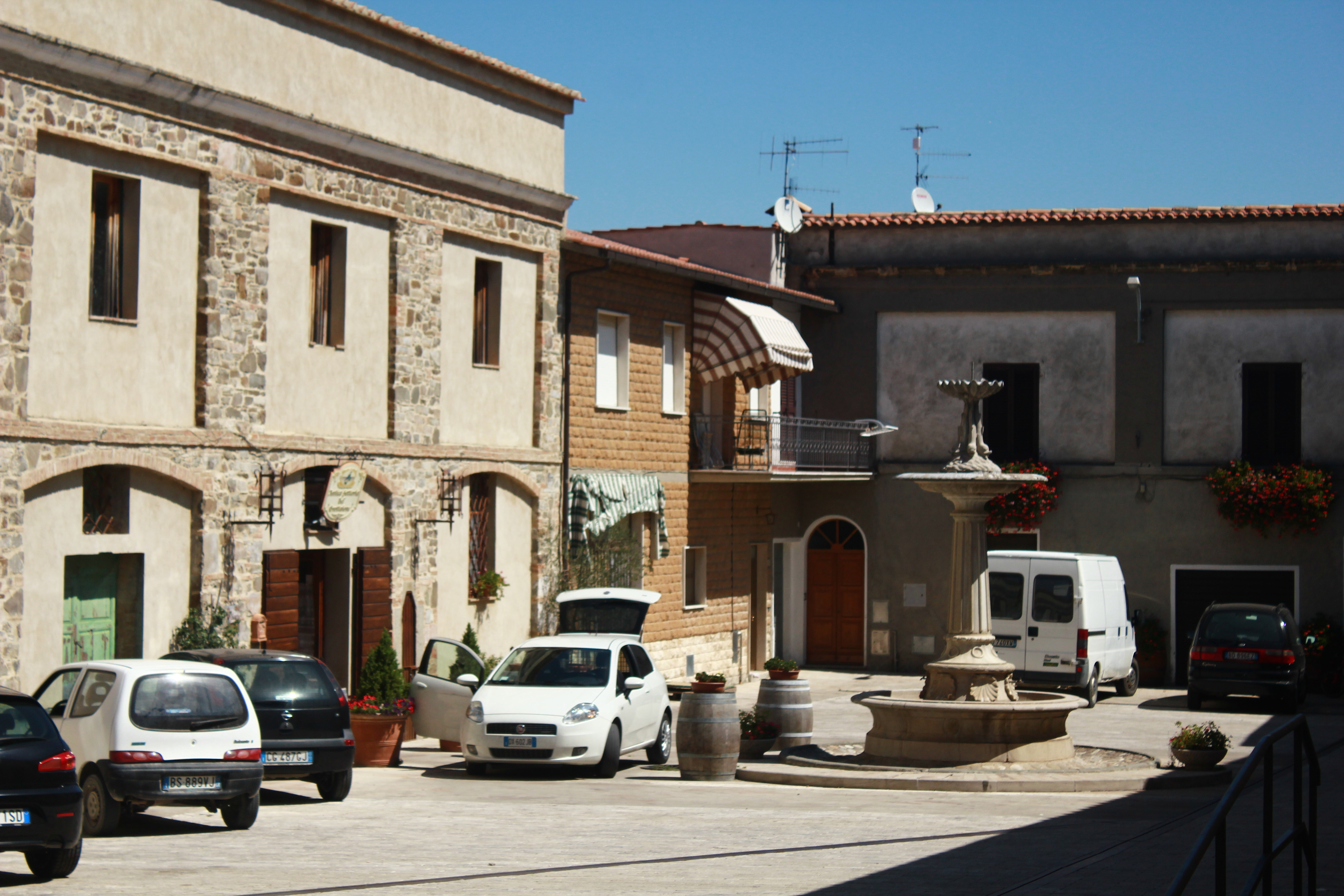
La piazza della Fattoria Avanzati

- Fattoria Avanzati, storica fattoria appartenuta alla famiglia Avanzati dal 1848 agli anni cinquanta del XX secolo, oggi adibita in buona parte ad abitazioni. L'edificio si presenta a forma di ferro di cavallo e notevolmente modificato per ristrutturazioni successive che ne hanno alterato l'aspetto originario. Nella piazza, che costituiva un tempo l'aia della fattoria, è situata una pregevole fontana in travertino.[6]

- Pozzo mediceo, situato nell'eponima piazza, risale al XVII secolo e si presenta a forma circolare. Realizzato in pietra, vi è stato posto lo stemma dei Medici.

### Architetture militari
- Mura di Montenero d'Orcia: alcuni tratti delle mura sono ancora identificabili ed è presente un arco in pietra che porta verso la parte alta dove si trova la pieve, seguito da un passaggio a volta.[7]
- Cassero Senese, ricostruito nel XV secolo sulla preesistente rocca aldobrandesca, conserva soltanto la torre, in discrete condizioni, nascosta tra gli alberi del parco pubblico, dalla quale si domina la parte finale della Val d'Orcia e una vasta area collinare lungo la Valle dell'Ombrone.

### Altro
- Parco del 1º maggio, area verde pubblica di Montenero, costituisce il luogo dove sorgeva l'antico castello. Dal parco è possibile ammirare il panorama dall'alto della Val d'Orcia, grazie ad una serie di terrazze attrezzate per la sosta con panchine e tavolini. All'interno del parco è posto un monumento, un grande sasso su cui sono incise le parole «hyeme et aestate/usque dum vivam/et ultra» e sotto, alla base, è posta una lapide che recita: «questo rozzo sasso/che sfiderà le ingiurie del tempo/tramandi la memoria di/Flavio Avanzati/che operosamente benefico/con assiduo intelligente lavoro/Montenero rese/fecondo e salubre./MDCCCXCIII».

## Società

### Evoluzione demografica
Quella che segue è l'evoluzione demografica della frazione di Montenero d'Orcia. Sono indicati gli abitanti dell'intera frazione e dove è possibile la cifra riferita al solo capoluogo di frazione. Dal 1991 sono contati da Istat solamente gli abitanti del centro abitato, non della frazione.
| Anno | Abitanti | Abitanti       |
| Anno | Frazione | Centro abitato |
| ---- | -------- | -------------- |
| 1595 | 898      | -              |
| 1640 | 363      | -              |
| 1745 | 260      | -              |
| 1833 | 424      | -              |
| 1845 | 364      | -              |
| 1921 | 874      | -              |
| 1931 | 898      | -              |
| 1961 | 872      | 183            |
| 1981 | 590      | 210            |
| 1991 | -        | 223            |
| 2001 | -        | 253            |
| 2011 | -        | 243            |

## Cultura
All'interno del paese di Montenero, in alcuni locali della vecchia fattoria Avanzati, è ospitato il Museo della vite e del vino, inaugurato nel 2002 grazie ad un progetto finanziato dal programma Leader II della Comunità Montana Amiata Grossetano, come parte fondamentale della "Strada del vino Montecucco e sapori d'Amiata", al fine di documentare la storia e le tradizioni nella coltivazione della vite e nella produzione del vino.

## Economia
L'economia di Montenero d'Orcia si basa principalmente sulla coltivazione delle viti per la produzione del vino Montecucco. La frazione fa anche parte dell'associazione "Strada del vino Montecucco e sapori d'Amiata", che ha come obiettivo quello di promuovere il vino e i prodotti tipici locali dei comuni del Monte Amiata.

## Infrastrutture e trasporti
Montenero è facilmente raggiungibile percorrendo la strada provinciale 64 del Cipressino, importante via di comunicazione che collega il Monte Amiata con la superstrada E78 Grosseto-Fano presso la località di Paganico.

## Galleria d'immagini

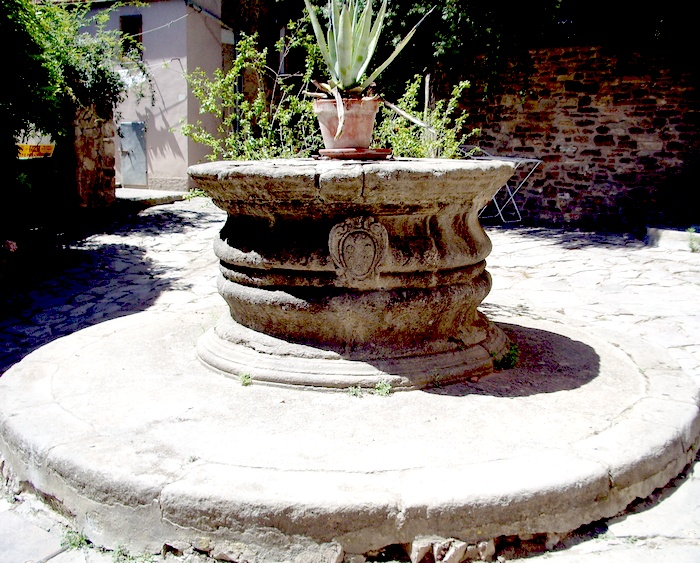
Il pozzo-cisterna con stemma mediceo
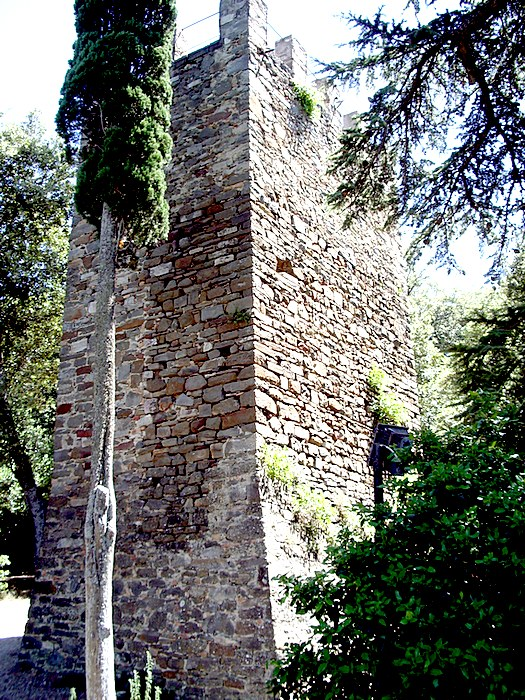
La torre del Cassero Senese
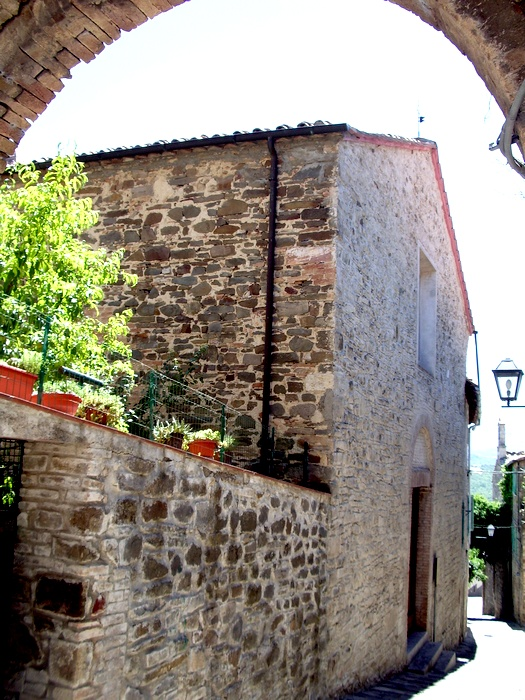
La pieve di Santa Lucia
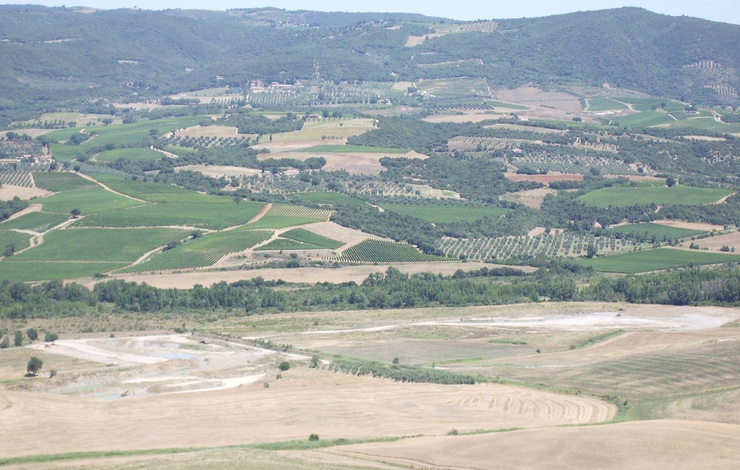
Panorama verso nord
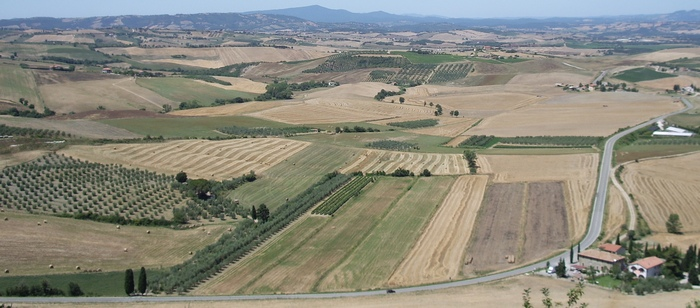
Panorama verso ovest